# روزه در اسلام
روزه در اسلام عملی است که انسان از اذان صبح تا اذان مغرب از چیزهایی که روزه را باطل می‌کند خودداری نماید. روزه از آداب مذهبی است که برای معتقدین به‌عنوان وسیله‌ای برای تقرب به خدا، آمادگی برای مراسم مذهبی، پالایش بدن در راستای درک امور معنوی، کفّارهٔ تخطی از مقررات مذهبی، و عزاداری برای انسان‌های درگذشته کاربرد دارد. زیربنای همهٔ این کاربردهای روزه، تمایل انسان به پدیدآوردن شرایط جسمی و روانی (اغلب از نوع زاهدانه) است. روزه از نظر فقهی بر چهار قسمِ واجب، مستحب، مکروه و حرام بوده و روزهٔ ماه رمضان از روزه‌های واجب به‌شمار می‌رود. روزهٔ ماه رمضان از ستون‌های دین اسلام شمرده می‌شود و بر همهٔ مسلمانان بالغ، عاقل و سالم واجب است در این ماه روزه بگیرند. این باور گسترده که روزه گرفتن مخصوصاً در ماه رمضان مناسب‌ترین راه برای پاک کردن گناهان است، باعث شده قوانین روزه هنوز به شکل محکمی رعایت شود.

## تأثیر روزه بر سلامتی
در سپتامبر ۲۰۱۳ پاب‌مِد در گزارشی اعلام کرد که تحقیق روی ۷۶ بیمار دیابتی که در ماه رمضان روزه گرفتند و ۷۱ بیمار دیابتی که روزه نگرفتند و هر دو گروه شرایط مشابهی داشتند نشان داده است که روزه هیچ تأثیر مثبت یا منفی نداشته است.
سال ۲۰۱۲ پژوهشی به سرپرستی دکتر عمر حلاق، متخصص قلب در بیمارستان خصوصی آمریکایی دبی در امارات متحده عربی، بر روی ۳۷ نفر داوطب بزرگسال نشان داد که پرهیز غذایی روزهٔ یک‌ماهه در رمضان تأثیر مثبت بر شاخص لیپید و سطح کلسترول می‌گذارد و خطر ابتلاء به بیماری‌های قلبی را کاهش می‌دهد. به‌گفتهٔ این گروه، LDL (کلسترول بد) به میزان قابل توجهی کاهش یافته و HDL (کلسترول خوب) افزایش می‌یابد. افزوده شده است که این موضوع در حوزه‌ای بسیار مهم می‌شود که چاقی زیاد و دیابت هم‌زمان باشند.
یک تحقیق در سال ۲۰۰۴ نشان داده که روزه‌داری در ماه رمضان تأثیر قابل ملاحظه‌ای بر ساختار خواب یا میزان خواب‌آلودگی در روز ندارد.
مادران مسلمان در صورتی که نسبت به سلامت خود یا سلامت جنین نگران باشند از روزه گرفتن در ماه رمضان معاف هستند. با این وجود بعضی از این مادران باردار همچنان به روزه گرفتن مبادرت می‌ورزند. یک مقایسه آماری از میان کودکان دبستانی اهل اندونزی نشان داده، کودکانی که مادرشان در ماه رمضان در هنگام بارداری روزه گرفته‌اند نسب به کودکان دیگر احتمال بیشتری دارد که در نوجوانی به ناتوانی‌های بینایی، شنوایی روانی یا آموزشی دچار شوند. همچنین فرزندان مادران باردار، که در ماه رمضان روزه گرفته‌اند بیشتر در معرض ابتلا به دیابت نوع ۲ در سنین بالا هستند.
به معلمان شهر برلین در کشور آلمان توصیه شده در زمینه روزه داری دانش آموزان مسلمان با آنها صحبت نموده و آثاری که بر سلامتی و کارکرد آموزشی آنها دارد را به این دانش آموزان متذکر شوند. به عنوان مثال این مسئله را برای دانش آموزان و خانواده‌های آنها بیان نمایند که روزه‌داری برای دانش آموزانی که به سن بلوغ نرسیده‌اند واجب نیست و اینکه افراط در دین اسلام نهی شده است؛ لذا نباید دانش آموزانی که هنوز به سن بلوغ نرسیده‌اند یکدیگر را برای روزه داری تحریک نمایند. به علاوه توصیه شده برای جلوگیری از عقب ماندگی تحصیلی دانش آموزان روزه دار، امتحانات آنها حتی‌الامکان به بعد از ماه رمضان موکول شود.
در سال ۲۰۱۶ که ماه رمضان با امتحانات تابستانی دانش‌آموزان در بریتانیا همزمان شد، آیین‌نامه‌ای در مدارس این کشور ابلاغ گردید که به موجب آن از والدین دانش‌آموزان مسلمان خواسته شد به فرزندان خود اجازه بدهند روزه خود را بشکنند تا تأثیر منفی بر نمره امتحانی آنها نگذارد.

## روزه در قرآن
روزه در چندین آیه از قرآن ذکر شده است. دستور روزه گرفتن در ماه رمضان و بسیاری از احکام مربوط به آن در سوره بقره آیات ۱۸۳–۱۸۵ و آیه ۱۸۷ آمده است. به علاوه، آیات دیگری نیز هستند که روزه گرفتن را به عنوان کفّاره برخی گناهان (سوره نسا آیه ۹۲، سوره مائده آیات ۸۹ و ۹۵ و سوره مجادله آیه ۴) یا جایگزین بعضی از آداب مراسم حج (سوره بقره آیه ۱۹۶) بیان می‌کنند. این آیات به همراه احادیث (به عنوان مثال بخاری یا حرّ عاملی) شاکله قواعد فقهی روزه را تشکیل می‌دهند. کلمات «صائمون» و «صائمات» (روزه‌داران مرد و روزه‌داران زن) در قرآن در سوره احزاب آیه ۳۵ به عنوان دو گروه از انسان‌ها که در زمره گروه‌های مورد بخشش و بخشایش خدا هستند آمده‌اند. در سوره مریم آیه ۲۶، مریم با خود عهد سکوتی بست که قرآن از آن به روزه یاد می‌کند. به گفته برگ در دانشنامه اسلام این آیه یادآور رسم رعایت سکوت در نزد مسیحیان به هنگام روزه است. آیهٔ ۱۸۳ بقره که امر به روزه می‌کند ظاهراً در رمضان سال دوم پس از هجرت فرو فرستاده‌شده است. در پی نزول این آیات و وجوب روزه گرفتن، وجوب روزهٔ عاشورا از میان رفت.

## آثار روزه
در حدیثی از جعفر صادق علت تشریع روزه برابری میان فقرا و اغنیاست.
محمد حسین طباطبایی در تفسیر المیزان دربارهٔ روزه می‌گوید: «در خصوص روزه برگشتن آثار اطاعت در انسان را در جمله «شاید با تقوا شوید» بیان کرده است و می‌گوید فایده روزه تقوا است؛ و آن خود سودی است که عاید خود شما می‌شود؛ و هر که بخواهد به عالم طهارت و رفعت متصل شود و به مقام بلند کمال و روحانیت ارتقاء یابد، اولین چیزی که لازم است بدان ملتزم شود این است که از افسارگسیختگی خود جلوگیری کند و بدون هیچ قید و شرطی سرگرم لذت‌های جسمی و شهوات بدنی نباشد؛ و خود را بزرگ‌تر از آن بداند که زندگی مادی را هدف بپندارد؛ و سخن کوتاه اینکه از هر چیزی که او را از خدا مشغول می‌دارد بپرهیزد؛ و این تقوایی که قرآن به آن اشاره می‌کند تنها از راه روزه و خودداری از شهوات به دست می‌آید؛ و این خودداری از شهوات عبارت است از خودداری از شهوت شکم از خوردن و آشامیدن و شهوت جنسی. و اگر مدتی از این سه چیز پرهیز کنند به تدریج نیروی خویشتن داری از گناهان در آنان قوت می‌یابد و نیز به تدریج بر اراده خود مسلط می‌شوند و آن‌وقت در برابر هر گناهی عنان اختیار از کف نمی‌دهند و در تقرب به خداوند متعال دچار سستی نمی‌گردند.» روزه در اسلام یکی از فروع عبادی به‌شمار می‌آید.

## احکام روزه
روزه از دید فقهی امساک است از مفطرات (آنچه روزه را بشکند) که با نیت خاص انجام شود. صائم (روزه‌دار) باید مسلمان و عاقل باشد و اگر مؤنث است، از حیض و زَچَگی (نفاس) پاک باشد. روزه بر هر مسلمان بالغ و قادر واجب است. روزه‌خواری عمدی کفاره تخییری دارد: آزاد کردن برده، دو ماه روزه‌گرفتن یا سیر کردن شصت فقیر.

### مبطلات
مبطلات روزه نه چیز است:
1. خوردن و آشامیدن (در آنچه غیر از راه حلق باشد محل اختلاف است مثل تزریق سرم و آمپول برای دواء یا به عنوان تزریق مواد غذایی یا آب)
2. آمیزش در قبل و بنا بر قول مشهور در دبر
3. دروغ بستن بر خدا، رسول خدا و امامان بنا بر قول منسوب به مشهور. به تصریح برخی فاطمه دختر محمّد و دیگر پیامبران و جانشینان ایشان نیز در حکم یادشده ملحق به آنانند.
4. رساندن غبار غلیظ به حلق به قول مشهور (و بنا بر نظر برخی رساندن غبار غیر غلیظ به حلق نیز موجب بطلان روزه است، مگر آنکه اجتناب از آن دشوار باشد)
5. باقی ماندن بر جنابت، حیض و نفاس تا اذان صبح
6. استمناء
7. اماله با مایعات به قول گروهی
8. استفراغ کردن از روی عمد
9. فرو بردن سر در آب به قول برخی (فرو بردن سر در آب؛ بنا بر قول مشهور بر روزه‌دار حرام است؛ لیکن در بطلان روزه به آن اختلاف است)[۱۹]

#### نوشیدن آب در حالت «تلف»، «ضرر» یا «حرج»
برخی فقها نوشیدن آب به خاطر ضرر یا حرج را مجاز دانسته‌اند و البته قضا را واجب دانسته‌اند؛ اما برخی هم نظر دیگری دارند.
اسدالله بیات زنجانی از مراجع شیعه با استناد به روایاتی از جعفر صادق که در باب ۱۶ وسائل‌الشیعه از ابواب «من یصح منه الصوم» آمده است، فتوا داده که کسانی که روزه می‌گیرند ولی تاب و تحمل تشنگی را ندارند، فقط به اندازه‌ای که جلوی تشنگی‌شان را بگیرد می‌توانند آب بنوشند و در این حالت روزه‌شان باطل نبوده و قضا هم ندارد.
همچنین جعفر سبحانی در مسئله ۱۲۵۶ رساله توضیح‌المسائل خود آورده‌اند که: «اگر روزه‌دار به قدری تشنه شود که برای او تحمل تشنگی موجب عُسر و حَرَج است، می‌تواند به اندازه‌ای که رفع مشقّت کند، آب بیاشامد و روزه او باطل نمی‌شود».
درستی این روزه و عدم وجوب قضای آن، نظری است که مورد توجه و حتی تأکید برخی فقها قرار گرفته است.

### مکروهات
1. ریختن دوا در چشم و سرمه کشیدن در صورتی که مزه یا بوی آن به حلق برسد.
2. انجام کارهایی که باعث ضعف می‌شود مانند حمام رفتن و خون گرفتن.
3. انفیه کشیدن (سیستانی: دارو در بینی ریختن)، اگر نداند که به حلق می‌رسد و اگر بداند جایز نیست.
4. بو کردن گیاهان معطر
5. نشستن زن در آب
6. استعمال شیاف
7. تر کردن لباس بر بدن
8. کشیدن دندان و هر کاری که به واسطه آن از دهان خون بیاید.
9. مسواک کردن به چوب تر (و طبق نظر بعضی مراجع بی‌جهت آب یا چیزی در دهان کردن)
10. بدون قصد بیرون آمدن منی زن خود را ببوسد یا کاری کند که شهوت خود را به حرکت آورد.[۲۴]

طبق تمام مذاهب اسلامی نزدیکی عمدی با همسر هنگام روزه واجب، حرام است و روزه را باطل می‌کند و در شیعه، در همه روزه‌های واجب و در مذاهب عامه، در روزه ماه رمضان، کفاره نیز دارد.

### روزهٔ مستحب
روزه در سایر ماه‌ها غیر از ماه رمضان به‌جز روزهایی که روزه در آن‌ها حرام به‌شمار می‌رود، مستحب است.

### روزهٔ حرام
در اسلام در چند مورد روزه گرفتن حرام است:
- روزه در روز عید فطر و عید قربان
- در روزی که انسان نمی‌داند آخر ماه شعبان است یا اول ماه رمضان، اگر به نیت اول ماه رمضان روزه بگیرد، این روزه حرام است.
- اگر کسی یقین یا گمان دارد روزه برایش مضر است، روزه بگیرد، روزه او حرام است
- روزه سکوت:[۲۷] به این معنا که سکوت نیز بر اموری که باعث بطلان روزه می‌شود، اضافه گردد؛ به‌طوری‌که اگر روزه دار کلامی بگوید، روزه اش باطل شود.[۲۸]

غیر از موارد بالا روزه‌های حرام دیگری نیز وجود دارند که در رساله‌ها یا کتب مفصله ذکر شده‌اند.

### روزهٔ مکروه
روزی که انسان شک دارد روز عرفه است یا عید قربان، مکروه است.

### چه کسانی مستثنا هستند
به گفته دانشنامه اسلام:
- افراد مسن یا بیمارانی که امید به بهبودی برایشان نیست، در صورت عدم توانائی می‌توانند از روزه گرفتن خودداری کنند بدون آنکه مجبور به به‌جای آوردن قضای آن باشند. این افراد باید به ازای هر روزی که روزه نگرفتند یک مٔد طعام ببخشند.
- اگر زنان باردار یا شیرده بترسند که روزه برایشان خطرناک باشد، شکستن روزه بر آن‌ها واجب است؛ گرچه قضای روزه نیز بر گردن آن‌هاست.
- بیمارانی که احتمال بهبودی برایشان می‌رود و آن‌هایی که تاب گرسنگی و تشنگی را ندارند، می‌توانند روزه‌شان را بشکنند به شرط آنکه قضایش را به جای آورند. اگر انسانی در خطر مرگ یا از دست دادن عضوی از اعضای بدن است، شکستن روزه بر او واجب می‌گردد.
- مسافرانی که پیش از طلوع خورشید سفرشان را آغاز می‌کنند، اگر ضروری باشد، می‌توانند روزشان را بشکنند؛ گرچه اگر سفرشان را هنگام روز شروع کنند چنین حکمی برایشان وجود ندارد. اگر خطر جانی وجود داشته باشد، شکستن روزه واجب است. حداقل طول سفر باید دو روز باشد. قضا در این حالت نیز بر گردن آن‌هاست.
- آن‌هایی که کارهای بدنی سنگین باید انجام دهند، باید هنگام شب نیّت روزه کنند، ولی [در طول روز] اگر نیاز شد می‌توانند روزه‌شان را بشکنند.

### روزه‌خواری
بنابر فتوای برخی مراجع تقلید، تظاهر به روزه‌خواری در ماه رمضان شرعاً دارای مجازات است. سید محمدکاظم طباطبایی یزدی (درگذشت ۱۲۹۸ هجری خورشیدی) در کتاب العروةالوثقی آورده‌است که روزه ماه رمضان از ضروریات دین است و اگر کسی در ماه رمضان از روی علم و تعمد روزه‌خواری کند، اگر آن را گناه نداند، با ۲۵ ضربهٔ تازیانه تعزیر می‌شود و اگر برای بار دوم روزه‌خواری کرد و تعزیر شد، در مرتبه سوم اعدام می‌شود، و احتیاط واجب این است که در مرتبه چهارم کشته شود.
این حکم براساس روایاتی از ائمه است که دربارهٔ کسی که در ماه رمضان گرفته‌اند که روزه‌خواری کرده است؛ پاسخ داده‌است سه بار که او را به نزد امام می‌برند در مرتبه سوم کشته می‌شود.
در جمهوری اسلامی ایران، ماده ۶۳۸ قانون مجازات اسلامی مقرر می‌دارد: «هر کس علنا در انظار و اماکن عمومی و معابر تظاهر به عمل حرامی نماید، علاوه بر کیفر عمل، به حبس از ده روز تا دو ماه یا تا ۷۴ ضربه شلاق محکوم می‌گردد…»
بر اساس این ماده و با توجه به اینکه از منظر شرع، روزه‌خواری فعلی حرام است، تظاهر به آن، در ملأ عام و مکان‌های عمومی، جرم محسوب می‌شود و مرتکبین آن، به مجازات جرم روزه خواری، محکوم خواهند شد.

## افطار

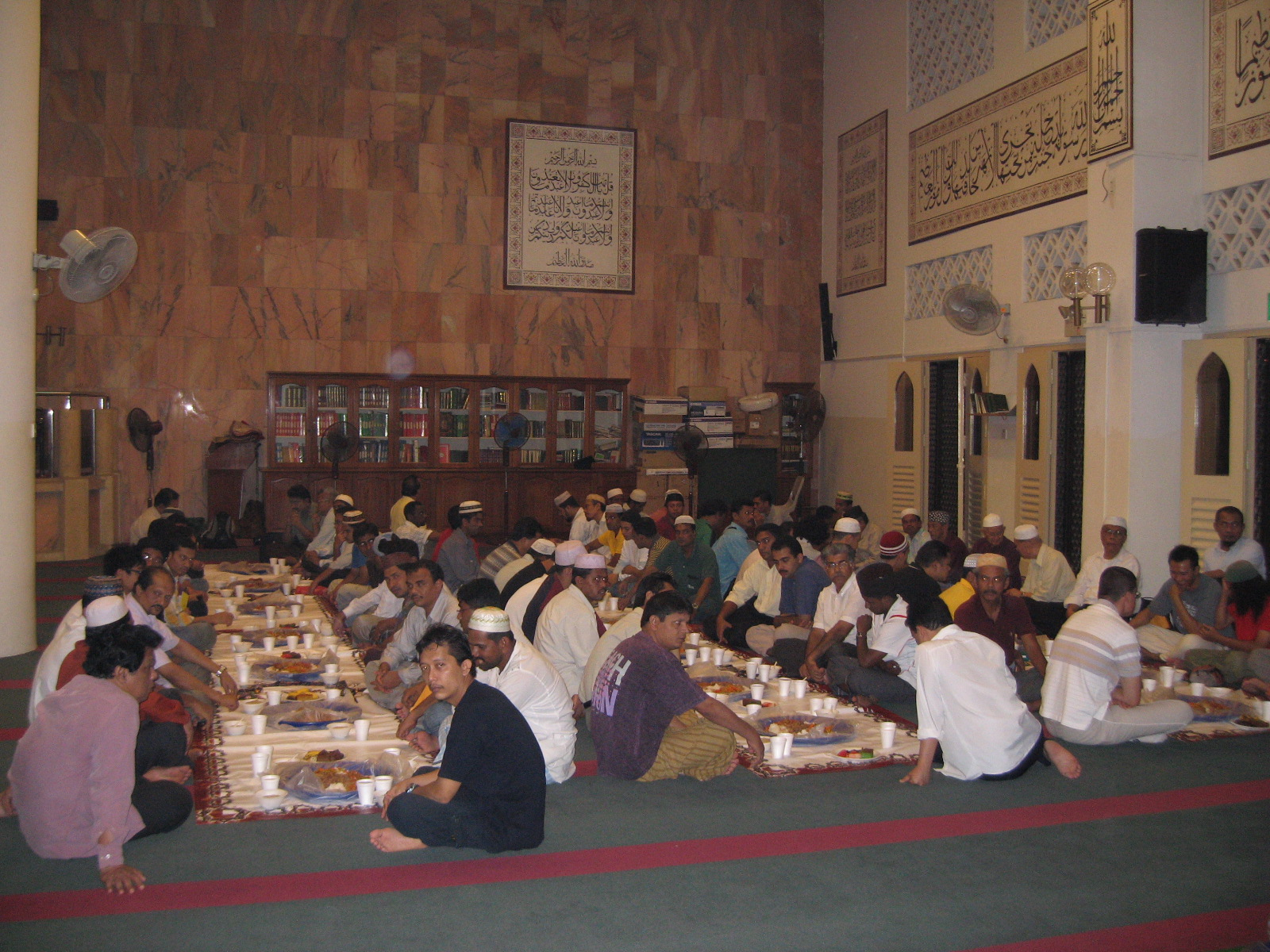
افطار روزه‌داران مسلمان در یک مسجد

شکستن یا باز کردن روزه را افطار گویند. ، در فقه اهل سنت افطار در شروع اذان مغرب ذکر شده است و همچنین برای اهل تشیع طبق دیدگاه مشهور در فقه شیعه، روزه‌دار باید صبر کند تا سرخی نیمه شرقی آسمان برود و اذان مغرب گفته شود. مسلمانان معمولاً روزه را به تبعیت از پیامبر اسلام با یک نوشیدنی غلیظ و خرما باز می‌کنند. برخی از مسلمانان بعد از باز کردن روزه نماز می‌خوانند و سپس آماده وعده غذایی بزرگ‌تری می‌شوند که معمولاً شامل غذاهای مخصوص به این ماه است. این غذا خوردن‌ها فرصتی برای بازدید بستگان، همسایگان و دوستان از همدیگر است.
در مراکش رسم است در وقت شرعی افطار و سحر در بوق می‌دمند.

## روزهٔ نزدیک شهرهای قطبی
مسلمانان کشورهایی مانند شمال روسیه و نروژ با ساعت‌های طولانی روزهٔ ماه رمضان در روزهای تابستان روبه‌رو هستند. در این باره مفتیان الازهر فتوا داده‌اند که باید طبق ساعت مکه روزه بگیرند. اما فقهای شیعه فتواهای مختلفی داده‌اند از جمله رعایت ساعات یک کشور دیگر یا در صورت عسر و حرج در زمان ماه رمضان، به جا آوردن قضای آن در سایر ایام یا پرداخت فدیه به جای روزه.

## ارجاعات مذهبی
مرتضی مطهری در مورد فلسفه روزه‌داری چنین می‌نویسد:
«پس ما اگر ماه رمضانی را گذراندیم، شب‌های احیایی را گذراندیم، روزه‌های متوالی را گذراندیم، بعد از ماه رمضان در دل خودمان احساس کردیم که دیگر بر شهوات خودمان بیش از پیش از ماه رمضان مسلط هستیم. بر عصبانیت خودمان از سابق بیشتر مسلط هستیم. بر چشم خودمان بیشتر مسلط هستیم، بر زبان خودمان بیشتر مسلط هستیم. بر اعضا و جوارح خودمان بیشتر مسلط هستیم و بالاخره بر نفس خودمان بیشتر مسلط هستیم و می‌توانیم جلو نفس اماره را بگیریم، این علامت قبولی روزه ماست[...] اگر انسان در ماه رمضان روزه‌گیر واقعی باشد، اگر واقعاً به خودش گرسنگی بدهد، اگر همین‌طور که گفته شده است سه وعده غذا را تبدیل به دو وعده کند، یعنی قبلاً یک صبحانه و یک ناهار و یک شام می‌خورد، حالا دیگر ناهار نداشته باشد، افطارش فقط به اندازه یک صبحانه مختصر باشد، بعد هم سحر نه خیلی زیاد بر معده تحمیل کند بلکه یک غذای متعارف بخورد، بعد احساس می‌کند که هم نیروی بدنی‌اش بر کار افزایش پیدا کرده است و هم نیروی روحی‌اش بر کار خیر و هم نیروی روحی‌اش بر تسلط بر نفس، این حداقل عبادت است.»